# Дядіцин Данило Степанович
Данило Степанович Дядіцин (рос. Даниил Степанович Дядицын; 17 (30) грудня 1913, Ісакогорка — 21 квітня 1972, Київ) — радянський офіцер, Герой Радянського Союзу, в роки німецько-радянської війни командир вогневого взводу винищувально-протитанкової батареї 19-го гвардійського повітряно-десантного полку 10-ї гвардійської повітряно-десантної дивізії 37-ї армії Степового фронту, гвардії лейтенант.

## Біографія
Народився 17 (30 грудня) 1913 року в селі Ісакогорці Лісестровського приходу Архангельського повіту (нині Приморського району Архангельської області Росії) в сім'ї селянина. Росіянин. Член КПРС з 1944 року. Закінчив середню школу. Працював мотористом у тресті «Двінсплав» в Архангельську.
У 1940 році призваний до лав Червоної Армії. У 1942 році закінчив курси молодших лейтенантів. У боях німецько-радянської війни з лютого 1943 року. Воював на Степовому фронті.
Відзначився в період з 5 по 19 жовтня 1943 року. Просуваючись у бойових порядках батальйону, артилеристи брали участь у відбитті п'яти контратак противника, підбили 12 танків.
Коли батальйон опинився в оточенні, Д. С. Дядіцин особисто спалив п'ять ворожих танків і знищив десятки гітлерівців, чим сприяв виходу з оточення. 18 жовтня 1943 року біля села Ганнівка Верхньодніпровського району Дніпропетровської області бійці його взводу підбили три танки, самохідну гармату і винищили до роти гітлерівців.
Указом Президії Верховної Ради СРСР від 20 грудня 1943 року за зразкове виконання бойових завдань командування і проявлені при цьому мужність і героїзм гвардії лейтенанту Данилу Степановичу Дядіцину присвоєно звання Героя Радянського Союзу з врученням ордена Леніна і медалі «Золота Зірка» (№ 3158).

Могила Данила Дядіцина

Після закінчення війни капітан Д. С. Дядіцин — в запасі. Жив у Києві. Працював майстром складального цеху на заводі. Помер 21 квітня 1972 року. Похований у Києві на Лук'янівському військовому кладовищі.

## Нагороди
Нагороджений орденом Леніна, орденом Вітчизняної війни 1-го ступеня, медалями.